# Mike Rann
Michael David Rann, né le 5 janvier 1953 à Sidcup en Londres, est un homme politique australien qui est le quarante quatrième Premier ministre d'Australie-Méridionale. 
Il est leader parlementaire du Parti travailliste, député de Ramsay et vice-président du parti travailliste.

## Biographie
Rann est né à Sidcup dans le Kent (aujourd'hui dans le Grand Londres) au Royaume-Uni de parents ouvriers qui émigrent en Nouvelle-Zélande en 1962 quand il a 9 ans. Il passe sa maîtrise d'économie politique à l'université d'Auckland. Quand il est en Nouvelle-Zélande il joue un rôle important dans la campagne contre les essais nucléaires français dans l'Océan Pacifique.
Rann est journaliste à la défunte New Zealand Broadcasting Corporation jusqu'en 1977 quand il émigre à Adélaïde et travaille comme attaché du Premier ministre de l'époque, Don Dunstan. Il devient ensuite secrétaire de son successeur, le Premier ministre John Bannon.
Rann est élu député de la circonscription de Briggs en 1985. En décembre 1989, il devient ministre de l'Emploi puis de l'Éducation, ministre de la Jeunesse, ministre des Affaires aborigènes et Ministre adjoint des Affaires ethniques. Après la démission de Bannon après la faillite de la banque d'Australie-Méridionale, Rann devient ministre du Commerce et du Développement régional, ministre du Tourisme et ministre des Services de l'État dans le gouvernement de Lynn Arnold en septembre 1992.
Quand le parti travailliste perd les élections en 1993, Rann devient leader adjoint de l'opposition et en devient leader en septembre 1994. 
Il perd de peu les élections de 1999 mais remporte les élections de 2002 et devient Premier ministre le 6 mars 2002 avec l'aide d'un député indépendant, Peter Lewis.